# Chin Yi
Chin Yi es una banda de música de Granada (España) formada en 2009 y con un estilo difícilmente clasificable.
La música de Chin Yi gravita alrededor del post-punk, la no wave, el rock electrónico ... Sus letras son una especie de esperanto gestual y sobreactuado entre el alemán, el inglés y el eslovaco. Poseen un estilo oscuro y tremendista, al mismo tiempo que teatral y payaso. Sobre el escenario se muestran enérgicos e hipnóticos, atmosféricos y convulsivos. Ganadores ( “ex aequo” junto a Markus Doo & The Secret Family) del Proyecto Demo 2010 han desfilado por festivales como el FIB o el Monkey Week.

## Historia
· Pablo Medina crea Chin Yi en Granada el año 2004, con la edición de la primera maqueta CHI. Una demo más JU (2005) y dos LP: MEI (2007) y TAI (2008).
· En enero de 2008, MEI aparece en la revista Mondosonoro como una de las 10 mejores demos de 2007.
· En 2009, entran en la formación Enrique del Castillo (teclados y sintetizador), Francis Más (batería) y Oscar Pérez (guitarra) y en mayo de ese mismo año debutan en la Sala Planta Baja (Granada).
· En octubre de 2009, dentro del Festival Monkey Week, ganan el Circuito Pop Rock de Andalucía, cuya final se celebró en el Monkey Week 09. El Circuito se compone de una gira anual de actuaciones con presencia en los Ciclos de Pop-Rock del Teatro Central (Sevilla), Teatro Alhambra (Granada) y Teatro Cánovas (Málaga), así como en diversos festivales nacionales e internacionales.
· En noviembre graban en los estudios del prestigioso productor Paco Loco.
· En noviembre actúan en la sala Bilborock dentro de la fase final del 21 Concurso Internacional Villa de Bilbao 2009. 
· En enero de 2010, TAI alcanza la 3ª posición en la lista de mejores demos 2009, confeccionada por la revista Mondosonoro y es invitado a participar en sus Fiestas Demoscópicas 2010.
· Grupo Revelación JamonPop 2010, estarán presentes en el festival junto a bandas como Delorean, Triángulo de Amor Bizarro o Zá!
· En abril, Chin Yi se proclama vencedor del Proyecto Demo 2010 (FIB Heineken y Radio 3). La final fue retrasmitida por TVE y el jurado estuvo compuesto por Julio Ruiz y Tomás Fernando Flores de Radio 3, Daniel Villasante de TVE y Pepe Corral de FIB Heineken (www.rtve.es/proyecto-demo).
La banda estará presente el cartel del FIB de Benicassim 2010, en un concierto exclusivo de Radio 3 por La 2 de TVE y en diversos conciertos de presentación por salas españolas.
· Uno de los 8 Finalistas premiados por el jurado (Rolling Stone, Radio 3, Myspace Music, Go Mag, Scanner Fm...) en los Levis Unfamous Music Awards 2010. Actúan en la final en el Teatro Circo Price (Madrid).
· Seleccionados para el primer trimestre de 2011 en el programa Artistas en Ruta de AIE.
Chin Yi ha actuado en eventos, festivales, salas y teatros como: FIB Heineken 2010, Monkey Week 2009, Jamonpop 2010, Industrial Copera, Planta Baja, El Tren y Sugarpop (de Granada), Circo Price (Madrid), Metrópolis y Underground (Córdoba), Cuántica Festival 09, Bilborock, presentación del Pulpop Festival, Zaidín Rock (Granada), Festival Eutopía (Córdoba), Festival MMVV (Vic, Barcelona)... etc
En enero de 2011 editan un Maxi-single titulado Nisis Acomsais y en descarga gratuita desde Bandcamp   El Maxi EP contiene 5 temas inéditos y es anunciado como adelanto de Wo, su próximo LP. El lanzamiento promocional incluye un videoclip  sobre la nueva canción Nisis Acomsais y una mini gira nacional con actuaciones en Sevilla, Madrid, Barcelona, Valencia... etc.
En octubre de 2011 sale al mercado Wo, su último trabajo. Se trata de un álbum de 13 temas editado por Glubb! Records.

## Miembros
- Pablo Medina (voz)
- Marta Peláez (teclados y sintetizador)
- Carlos Gimeno (batería)
- Vicente Jiménez (guitarra eléctrica y bajo)

## Discografía
| Fecha de lanzamiento | Título                                    | Discográfica                                |
| -------------------- | ----------------------------------------- | ------------------------------------------- |
| 2004                 | Chi (Demo)                                | Autoeditado                                 |
| 2005                 | Ju (Demo)                                 | Autoeditado                                 |
| 2007                 | Mei (LP)                                  | Autoeditado                                 |
| 2008                 | Tai (LP)                                  | Autoeditado                                 |
| 2010                 | Guadalupe Plata + Chin Yi (recopilatorio) | Circuito Pop Rock Andalucía. IAJ.           |
| 2011                 | Nisis Acomsais (Maxi EP)                  | Autoeditado / Glubb! Records                |
| 2011                 | Wo (LP)                                   | Glubb! Records                              |
| 2013                 | Sanguinem Mitto (EP)                      | Glubb! Records - Miga Netlabel - La Gramola |